# Сонет 84

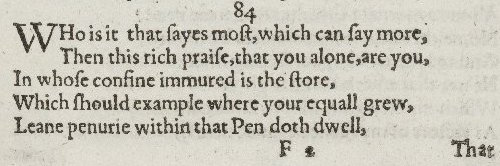
текст сонета 84 на английском языке, фрагмент

Сонет 84 (англ. Sonnet 84) — один из 154 сонетов, написанных Уильямом Шекспиром и впервые опубликованных в 1609 году. Дата написания неизвестна, существуют разные гипотезы на этот счёт. Результаты компьютерного анализа говорят, что сонеты с 61-го по 103-й были написаны к началу 1590-х годов и после этого почти не редактировались, но не все исследователи с этим согласны. Возможно, Шекспир редактировал все сонеты до момента их публикации.
Предположительно первое издание не было авторизованным. Тем не менее начиная с 1711 года сонеты публикуются в той же последовательности, и учёные на основе изначальной нумерации раскрывают историю любовного треугольника, которая служит подтекстом для всего цикла.
84-й сонет относится к числу стихотворений, посвящённых другу: в них Шекспир обращается к не названному по имени молодому мужчине. Личность последнего остаётся загадкой, но в большинстве гипотез фигурируют Генри Ризли, 3-й граф Саутгемптон, и Уильям Герберт, 3-й граф Пембрук. В 84-м сонете Шекспир продолжает говорить о поэтах-соперниках, тоже пытающихся воспеть его друга. Здесь нарастает контраст между риторикой в стихах соперников и истинностью, которую автор приписывает своим сонетам. Исследователи видят в отказе Шекспира льстить другу из любви к нему сходство с позицией Корделии в «Короле Лире».
Как почти все сонеты Шекспира (кроме 145-го), 84-й сонет написан пятистопным ямбом.